# Rhaestus testaceipes
Rhaestus testaceipes là một loài tò vò trong họ Ichneumonidae.